# Kula-vár
A Kula-vár vagy Kula-torony kőből épült, 14. század környéki őrtorony Szabadbattyán településen, a 6307-es út közelében. A középkor folyamán ezen a vidéken áthatolhatatlan, ingoványos területet borított el a Sárvíz folyó, melynek egyetlen természetes átkelőhelyét a Szabadbattyán települése melletti gázló alkotta; a tornyot ennek védelmére emelték.

## A vár rövid története
A régészeti kutatások szerint már a 14. században királyi vámhelyet állítottak fel ezen a helyen, majd őrsége számára emelték a zömök, támpillérekkel támogatott vastag falú őrtornyot. Hadi alkalmazására csak a 16. században került sor, amikor a hadászatilag fontos Székesfehérvár 1543-as ostroma és bevétele után a hódító török csapatok Battyánt is megszállták. A nagyobb létszámú helyőrség befogadására a mocsaras talajba levert fatörzsekből álló palánkfalat készítettek, melyet kívülről vizesárok is oltalmazott. Egy 1568-as zsoldlista szerint a védőseregét 109 főnyi zsoldos alkotta, kiket gyakran megtámadtak a környékbeli királyi végvárak vitézei.
Mint a török uralta Fehérvár egyik elővárának, feladata főként a nagyobb Habsburg csapatok érkezéséről történő híradás volt, hogy a fehérvári bég felkészülhessen a védelemre. Sorsa mindig a sokkal jelentősebb Fehérvártól függött, így 1601 szeptemberében ismét a keresztény katonaság vonult be falai közé, majd annak következő évi sikeres ostroma után a török csapatok.
Evlija Cselebi török világutazó az 1660-as években ezt jegyezte fel itt jártakor: „E vár Székesfehérvárnak az előpajzsa az ellenséggel szemben s katonái naponta három-négyszer is harcolnak az ellenséggel, mert a Sárvíz folyón való átmenetelre más út nincsen. E folyón átmenőktől a vár katonái vámot szednek, ha a várat ostromolják, Fehérvárról egyszerre odajönnek és megszabadítják.”
Véglegesen csak 1687 októberében sikerült a falai közül kiűzni a hódítókat, helyüket a Fehérvárt blokád alá vonó, Habsburg irányítás alatt álló zsoldossereg foglalta el.
A palánkvárat a későbbiekben elpusztították az időjárás viszontagságai, míg a háromemeletes kőépületben gabonaraktárt alakítottak ki a helybeli lakosok. Korszerű műemlékvédelmi feltárására és helyreállítására az 1970-es években került sor. Ma már Fejér vármegye török kori életét bemutató kiállítás látható a sok véres harcot megélt falak között.

## Képgaléria

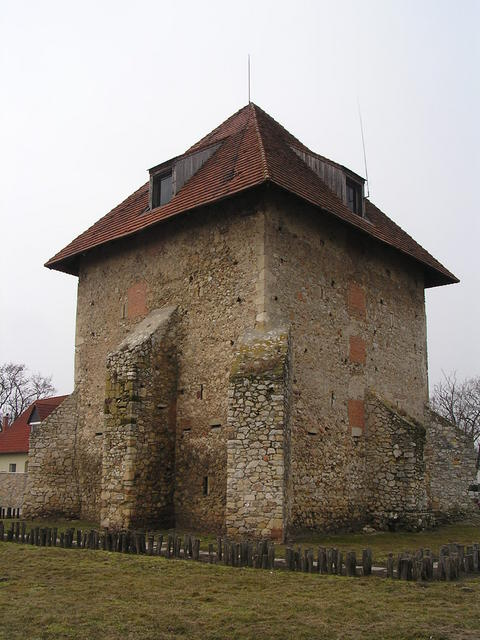
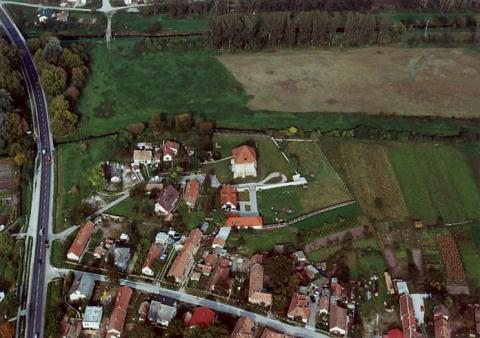
Szabadbattyán légifotóján a torony környezete